# Paul Ludwig Simon

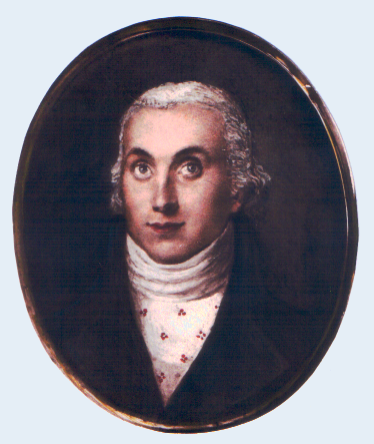
Porträt des Paul Ludwig Simon, Maler unbekannt, ca. 1800

Der Geheime Oberbaurat Paul Ludwig Simon (* 12. Januar 1771 in Berlin; † 14. Februar 1815 ebenda) war Professor an der Berliner Bauakademie, sowie Oberlandbaudirektor für die Marken Pommern und Preußen an der Preußischen Oberbaudeputation.

## Leben
Paul Ludwig Simon wurde 1771 als Sohn des Kaufmanns Samuel Simon und dessen Ehefrau Anne Susanne Pitra geboren. Beide Eltern stammten von französischen Hugenotten ab, die wie viele Andere, nach der Aufhebung des Edikt von Nantes durch Ludwig XIV. im Jahre 1685 Frankreich verlassen und sich in Berlin angesiedelt hatten.
Ab 1787 besuchte Simon die Akademie der Künste in Berlin zwecks Erlernen der Baukunst. Seine erste Ausbildung erhielt er durch den Oberhofbaurat Friedrich Becherer. Nach 2-jähriger Ausbildung wurde Simon im Oktober 1789 auf Empfehlung von Becherer als „supernumerarier Conducteur“ beim Königlichen Oberhofbauamt angestellt, wo er zunächst in verschiedenen Bereichen tätig war. Im Jahre 1791 leitete er die Fundamentierung beim Bau der neuen Stadtvogtei in Berlin als Vorgesetzter von Friedrich Gilly und wurde 1792 zum „Wirklichen Conducteur“ ernannt. Neben seiner Tätigkeit am Oberhofbauamt war er weiterhin als Student an der Kunstakademie und wurde 1797 nach vollendeter Ausbildung zum Bauinspektor ernannt.
Im Januar 1798 heiratete Simon die gleichaltrige Marie Madelaine Royer aus Wollin in Pommern, die ebenfalls französisch-hugenottischer Herkunft war. Das Paar bekam vier Kinder. Der älteste Sohn Friedrich Louis Simon wurde ebenfalls Architekt.
Im November 1798 wurde Simon zum Professor der architektonischen Klasse an der Akademie der Künste ernannt und ein Jahr später, im Zuge der Gründung der Berliner Bauakademie als Professor für Bauphysik in das Kollegium der neuen Anstalt übernommen. Ab 1800 übernahm er ebenfalls die Mechanik fester Körper, Hydraulik, Maschinenlehre und Veranschlagung der Gebäude. Nach dem Tode Gillys im August 1800 übernahm er dessen Professur und die Lehrinhalte im Bereich Optik und Perspektive. Nach einer Reorganisation der Akademie und einer damit verbundenen Zusammenlegung von Fächern wurde Simon ab 1803 verantwortlich für die Lehre der Stadtbaukunst und ab 1804 für die Baukonstruktion, die er von Friedrich Becherer übernahm.
Ab dem Herbst 1809 musste Simon aufgrund seines Dienstes bei der technischen Baudeputation, deren Mitglied er als Geheimer Oberbaurat von 1804 bis zu seinem Tod im Jahr 1815 war, und eigener Bauten seine Tätigkeit an der Akademie aus zeitlichen Gründen aufgeben.
In dieser Zeit, von 1806 bis 1810, wurde Simon durch das Fehlen der aufgrund der napoleonischen Kriege ausgesetzten staatlichen Gehaltszahlungen an den Rand des Ruins getrieben, wenn er nicht durch den befreundeten Minister Karl August von Hardenberg unterstützt worden wäre. Nach mündlicher Überlieferung der Familie begleitete er die preußische Königin Luise auf ihrer Flucht von Berlin nach Tilsit im Oktober 1806, da er aufgrund seiner Tätigkeiten Reisevollmachten besaß, die ein unauffälliges Reisen der Königin ermöglichten.
Über seine Tätigkeit als Professor und Baumeister hinaus beschäftigte sich Simon auch mit Forschung im Bereich der Elektrochemie und publizierte zu diesem Thema verschiedene Aufsätze:
- Resultate der neuesten Untersuchungen des Galvanismus besonders in Hinsicht seiner chemischen Wirkungen (Allgemeines Journal der Chemie, Leipzig)
- Beschreibung einiger Versuche über die Wirkung der Voltaischen Säule auf Wasser, in Beziehung der von Hrn. Ritter bekannt gemachten Erfahrungen über diesen Gegenstand (ibid)
- Ueber die Erzeugung einer Säure und eines Laugensalzes, durch die Einwirkung der Voltaischen Säule auf Wasser (ibid)
- Ueber die Gesetze, welche dem electrischen Abstossen zum Grunde liegen (Ann Phys, 28, 277-98, Leipzig, 1808)

Seine Tätigkeit in diesem Umfeld wurde auch in dem Theaterstück "The Name of Fame" dargestellt. Dieses wurde im Rahmen der Ausstellung LABORATORIUM im Zuge der 400-Jahr Feier der Stadt Antwerpen aufgeführt.
Paul Ludwig Simon starb 1815 im Alter von 44 Jahren an einem Leberleiden.

## Bautätigkeit
Eine umfassendere Bautätigkeit ist erst ab dem Jahre 1803 festzustellen, jedoch war Simon bereits in den Jahren zuvor an verschiedenen Stellen tätig.
Die folgende Liste enthält die ihm mit Sicherheit zuschreibbaren Bauten:
- Umbau der Dorfkirche in Falkenberg; Gruftgewölbe der Familie von Humboldt (heute Berlin, 1795)
- Neubau des Hauses Brüderstraße 40 (Berlin, 1803)
- Bau des Hauses Dorotheenstraße 20 gemeinsam mit Becherer (Berlin, 1803–1805)
- Umbau des Hauses Friedrichstraße 72 (Berlin, 1803)
- Umbau des Hauses Wilhelmstraße 76, des späteren Auswärtigen Amtes (Berlin, 1805)
- Um- bzw. Neubau der Gebäude auf den Hardenbergschen Gütern Tempelberg und Gölsdorf (1804–1806)
- Königliches Seehandelsgebäude und Staatskanzlerwohnung (1809–1811)
- Umbau des Hauses Wilhelmstraße 65, Palais des Prinzen Ferdinand (Berlin, 1809–1813)
- Bau des Oberlandesgerichts in Königsberg (1809–1811)